# Нечаяне
Неча́яне — село в Україні, у Миколаївському районі Миколаївської області. Адміністративний центр Нечаянської сільської громади. Населення становить 1874 особи.

## Історія

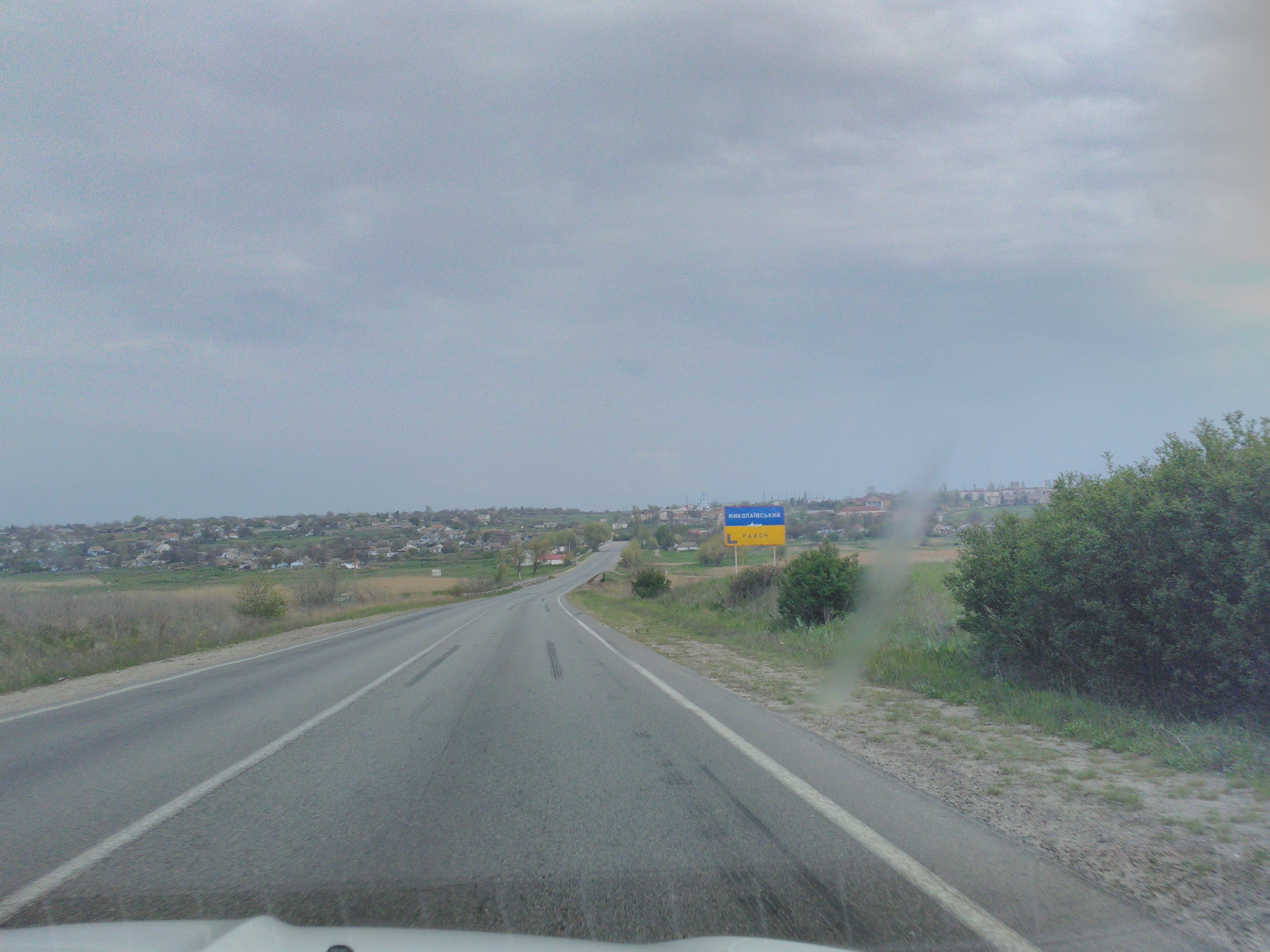
Вид на Нечаяне при в'їзді в Миколаївський район

На околицях села археологи виявили поселення ранньої бронзової доби, скіфського та сарматського періодів і осілих кочівників IX—XIII ст. Неподалік села на вершині кургана знайдено кочівницьку кам'яну бабу.
Перші офіційні згадки про населений пункт, який знаходився на території сучасного села Нечаяне, знайдені на польській карті, котру склав відомий італійський картограф Джованні Антоніо Ріцці Дзанноні у 1767 році. На той час ця територія належала Османській Імперії. На ній ми можемо бачити поселення ногайських татар Кара-Кую (поселення) 
Село Нечаяне було засноване в 1792 році полковником Козловим, який після закінчення російсько-турецької війни одержав від царського уряду 6430 десятин землі. До 1927 року село також називали Козлово. Першими жителями стали переселенці з Тульської та Рязанської губерній.
У 1865 році в селі почала діяти земська школа.
Станом на 1886 у селі, центрі Нечаянської волості Одеського повіту Херсонської губернії, мешкало 520 осіб, налічувалось 82 дворових господарства, існували православна церква, школа, земська станція, камера мирового судді та лавка. За 4 версти — поштова станція. За 17 верст — рибний завод. За 18 верст — православна церква, лавка.
В 1910 році була заснована міністерська двокласна школа, але попри це, в 1917 році 80 % населення були неписемними.
У січні 1918 року розпочалась радянська окупація.
28 травня 1919 року в селі українськими повстанцями було знищено загін уповноваженого уряду УСРР Й. Скляра в кількості 20 осіб, який відступав від німців-колоністів. Згодом всі вони були поховані у братській могилі на Інтернаціональному кладовищі у Миколаєві.
В 1929 році створено радгосп ім. Горького. В 1931 році господарство мало 86 тис. га землі.
В 1932 році було збудовано приміщення середньої школи, у якій навчалося понад 400 учнів, працювала лікарня на 35 ліжок, діяв дитячий садок та ясла.
Після нападу нацистської Німеччини понад 300 жителів були призвані до лав Червоної Армії.
9 серпня 1941 року село захопили нацисти. 28 березня 1944 року — День визволення села Нечаяне. 120 нечаянців відзначені орденами та медалями за мужність і відвагу на фронтах Другої світової війни.
В 1975 році в селі побудоване нове триповерхове шкільне приміщення.

## Населення

### Мова
Розподіл населення за рідною мовою за даними перепису 2001 року:
| Мова            | Кількість | Відсоток |
| --------------- | --------- | -------- |
| українська      | 1669      | 89.06%   |
| російська       | 139       | 7.42%    |
| румунська       | 20        | 1.07%    |
| вірменська      | 3         | 0.16%    |
| німецька        | 2         | 0.11%    |
| циганська       | 2         | 0.11%    |
| інші/не вказали | 39        | 2.07%    |
| Усього          | 1874      | 100%     |

## Спорт
В Нечаяному є футбольна команда — Нива (Нечаяне). Вона — чемпіон Миколаївської області — 1993/94 та володар кубка Миколаївської області — 1994.
Традиційний для нечаянців став турнір з футболу «Юність», присвячений пам'яті трагічної загибелі юнаків 24 квітня 2010 року.
У 2012 році команда Нечаянської ДЮСШ (молодша вікова група) посіла 1 місце в обласних змаганнях з футболу «Золотий колос — 2012».
З 2017 року з'явилася команда ФК «Нечаяне» всі гравці якої — жителі Нечаянської ОТГ. Команда виступає у чемпіонаті міста Миколаєва та чемпіонаті Миколаївської області. Велику увагу футболу приділяють тренери ФК «Нечаяне» Мітін Сергій Сергійович та Мітін Данило Сергійович, також велику фінансову та організаційну допомогу надає Вівчар Микола Миколайович — голова Нечаянської ОТГ.

## Відомі уродженці
- Горбатов Валерій Миронович — український політичний діяч. Голова Ради міністрів Автономної Республіки Крим в 2001—2002 рр. Народний депутат України в 1994—2006 рр. Доктор економічних наук. Заслужений економіст України.
- Калмиков Степан Тимофійович — баяніст, педагог, заслужений працівник культури УРСР.
- Мірошниченко Віктор Миколайович — український актор. Заслужений артист УРСР (1978).
- Разінков Ігор Прокопович — український військовий, генерал-лейтенант запасу, з 2016 року тимчасовий виконувач обов'язків голови, перший заступник голови Служби зовнішньої розвідки України.
- Козлов Євгеній Юрійович (2002—2022) — солдат Збройних сил України, учасник російсько-української війни. Герой України (посмертно).

## Див. також

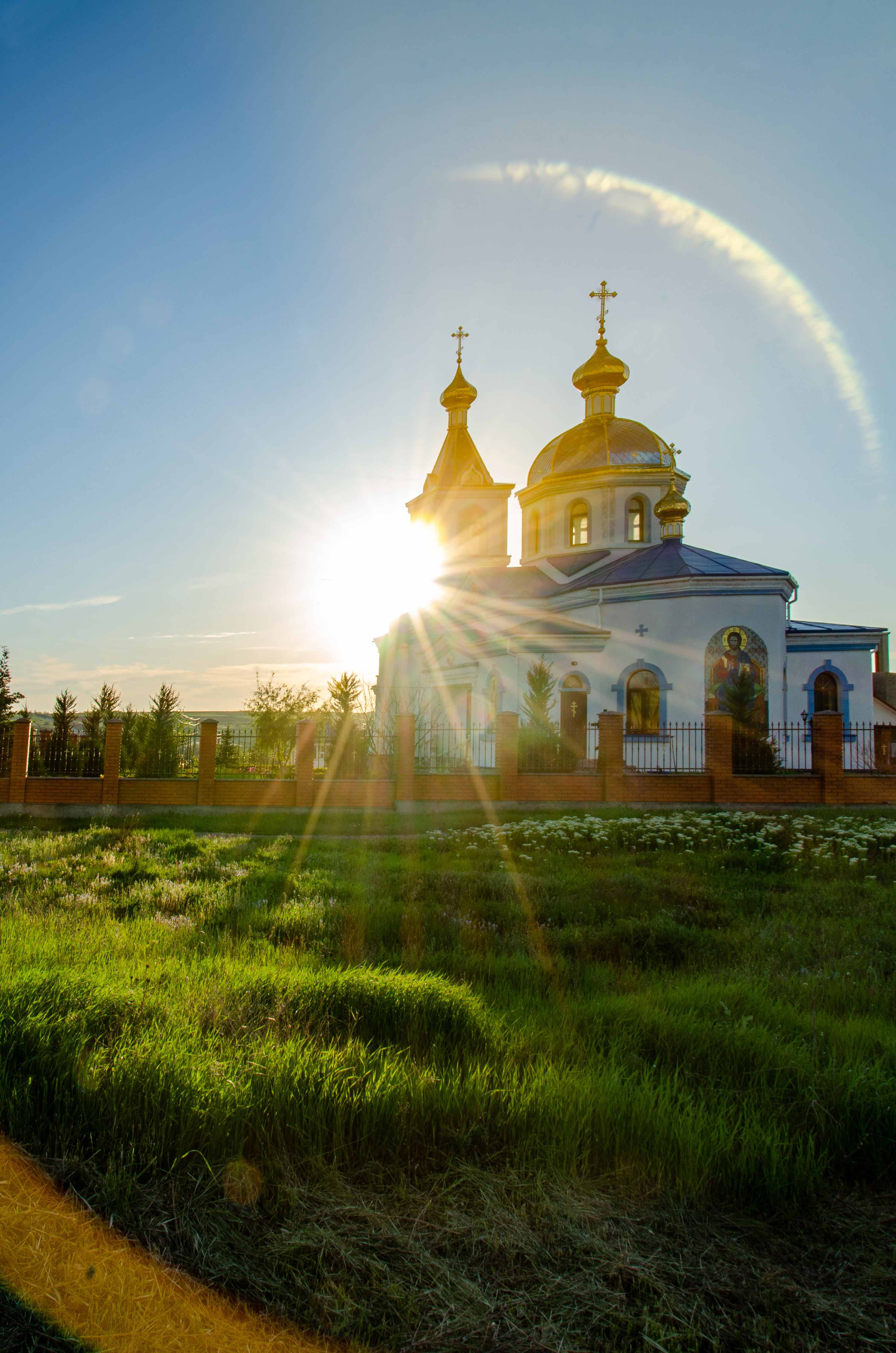

## Храм Святого Преображення Господнього (Нечаяне)
У 2014 році в селі Нечаяне було збудовано новий храм на честь Преображення Господнього. Його зведення розпочалося ще у 2009 році й стало важливою подією для релігійної громади села, адже нова святиня постала на місці попередньої церкви, що потребувала оновлення. Будівництво тривало за підтримки місцевої громади: активну участь у ньому взяли жителі села, а також небайдужі парафіяни, меценатиі за підтримки місцевої громади.